# Criollas de Caguas 2012
Questa voce raccoglie le informazioni riguardanti le Criollas de Caguas nelle competizioni ufficiali della stagione 2012.

## Organigramma societario
Area direttiva
- Presidente: Francisco Ramos

Area tecnica
- Primo allenatore: Luis Enrique Ruiz

## Rosa
| N° | Nome              | Ruolo | Data di nascita   | Nazionalità sportiva |
| -- | ----------------- | ----- | ----------------- | -------------------- |
| 1  | Annerys Vargas    | C     | 7 agosto 1981     | Rep. Dominicana      |
| 2  | Ashley Aponte     | S     | 1º febbraio 1991  | Porto Rico           |
| 3  | Stacey Gordon     | S     | 2 ottobre 1982    | Canada               |
| 4  | Bianca Rivera     | L     | 24 ottobre 1987   | Porto Rico           |
| 5  | Saraí Álvarez     | S/O   | 3 aprile 1986     | Porto Rico           |
| 6  | Stephanie Enright | S     | 15 dicembre 1990  | Porto Rico           |
| 7  | Michelle Nogueras | P     | 5 dicembre 1988   | Porto Rico           |
| 8  | Brooke Delano     | C     | 18 novembre 1988  | Stati Uniti          |
| 8  | Sonja Newcombe    | S     | 7 marzo 1988      | Stati Uniti          |
| 9  | Álida Otero       | L     | -                 | Porto Rico           |
| 10 | Diana Reyes       | C     | 29 aprile 1993    | Porto Rico           |
| 12 | Karla Colón       | P     | 23 aprile 1984    | Porto Rico           |
| 13 | Kristen Dozier    | C     | 1º luglio 1988    | Stati Uniti          |
| 15 | Lisvel Eve        | C     | 10 settembre 1991 | Rep. Dominicana      |
| 16 | Alexandra Oquendo | C     | 3 febbraio 1984   | Porto Rico           |
| 17 | Angela Bensend    | S     | 23 luglio 1989    | Stati Uniti          |